# Chambao
Чамбао (шп. Chambao) је шпански фламенко-електронски музички бенд из Малаге, који је препознатљив по спајању звукова флеменка са електронском музиком. Назив бенда потиче од импровизоване форме шатора за плажу и значи заклон од ветра и сунца.
Почињу као трио, Марија дел Мар, Едуардо и Дани (који напушта бенд 2005) и сами издају два албума. У 2003. години, освајају Premio Ondas musical награду за свој дебитански албум Endorfinas en la mente (Ендорфини у глави).

## Дискографија
- "Flamenco Chill" (2002) - дупли албум са различитим извођачима (Чамбао, Висенте Амиго, Интро, Елена Андухар, Хосе Луис Енсинас, Педро Рикардо Мињо).
- "Endorfinas en la mente" (2003) - њихов први самостални албум. Продато је преко 80.000 копија у 20 земаља, а албум добија Premio Ondas музичку награду.
- "Pokito a poko" (2005) - Мало по мало; члан оригиналне поставе Дани, који је учествовао у стварању осам песама на овом албуму напушта бенд. Продато је приближно 90.000 копија.
- "Caminando 2001-2006" (2006) - Компилација издата на два ЦД-а и једном DVD-у.
- "Con otro aire" (2007) - студијски албум.

- Flamenco Chill
 2002.
- Endorfinas en la mente
 2003
- Pokito a poko
 2005.